# ماريان لاك
ماريان لاك (بالإنجليزية: Marianne Lake)‏ هي مصرفية أمريكية، ولدت في 1969 في كمبرلاند في الولايات المتحدة.